# Pseudoleiromorpha
Pseudoleiromorpha (лат.) — подрод жуков-тускляков из семейства жужелиц и подсемейства харпалин (Harpalinae). Встречается в Азии: Афганистан, Индия, Непал, Пакистан.

## Описание
Подрод был впервые выделен в 1968 году немецким энтомологом Fritz Hieke (1930—2015).
Для подрода характерны следующие признаки: у самок 2, а у и самцов 4 анальных щетинки, 3—5 щетинок на средних бёдрах, 2 щетинки на задних бёдрах, два волоска на простернальном межкоксальном отростке, две надглазничные щетинки, есть передние и базальные латеральные волоски на переднеспинке, простые медиальные шпоры передних голеней.

## Виды
К этому подроду относят около 10 видов:
- Amara cameroni Baliani, 1934[5] — Индия
- Amara gangotriensis Hieke, 1988[6] — Индия
- Amara glabella Hieke, 1981[2] — Непал
- Amara incrassata Baliani, 1934[5] — Индия
- Amara junkarensis Hieke, 2012[7] — Пакистан
- Amara kabakovi Hieke, 1976[8] — Афганистан, Пакистан
- Amara ledouxi Hieke, 1988[6] — восточный Афганистан (Нуристан)
- Amara parkeri Baliani, 1934[5]typus — Индия, Пакистан
- Amara tragbaliensis Hieke, 1990[9] — Индия
- Amara wittmeri Hieke, 1981[2] — Пакистан
- Amara wrasei Hieke, 1988[6] — Индия